# シクラメン (バンド)
シクラメン (Cyclamen) は2008年に結成されたイギリスレディング出身のプログレッシブ・メタルバンド。
シクスなどのカオスティックの流れを汲んだジェントの演奏バンドとして一躍UKで有名になった。

イギリス、日本にてグローバルな活動をしている。

## 略歴
2008年 今西勇人のソロプロジェクトとしてイギリス・レディングを拠点にスタートする。
始動後まもなくシクスのボーカルを担当するマイキー・グッドマン(en:Mikee_Goodman)とコラボをしたことをきっかけにMySpaceなどのインターネットコミュニティにて一目置かれるようになる。
その後知名度が上がっていくにつれライブを望む声が強くなりバンドを結成。
2010年 HAUNTED SHORES(ペリフェリーのミーシャ・マンソー、マーク・ホルコムの別プロジェクト)とのスプリットを発売。1stアルバム「Senjyu」をリリース。
2011年にエイリアシーズ、Chimp Spannerらと英国ツアーを行う。その後Olly Steeleの脱退に伴いライブメンバーを解散し、アジアを活動拠点に移す。
2012年1stアルバム「Senjyu」と3rdEP「Memories, Voices」を日本にてCDリリース。同時にライブメンバーを募集し、日本での活動を開始する。
2013年3月イギリスにて3週間に及ぶFrench Connectiong Tourに参加する。10月2ndアルバム「Ashura」をリリース、ドイツのEuroblastフェスティバルにてMeshuggahとの共演を果たす。
2014年2月、日本でのライブ活動を始め、ツアーを開催。同月にはペリフェリー来日公演でのメインサポートを務める。10月にはシクスを自主企画で日本に呼び寄せ、サポートを務める。
2015年2月にデストレイジ来日ライブをサポート。ギターTristanが脱退。4月に3rdEP「Humanise/Tales」をリリース。EPリリース自主ライブ「変の極み」において先着５０名限定の無料配布を行う。

2015年6月イギリスのジェントやテクニカルな音楽を中心としたUK-Tech Festに出演Aeolistと共にUKツアーを行う。

2015年9月、今西が自主企画でシニックとPliniの初来日ツアーを実現させ、サポートを行う。惜しくも日本での公演がシニック最後のライブとなった。
2015年10月、イギリスでMammoth Festに出演、Aeolistと共にUKツアーを行う。
2016年3月、Cyclamen Exclusive Pack会員限定アルバム"Creatuneau"をリリース
2016年5月、プロテスト・ザ・ヒーローの来日ツアーを実現、サポートを行う。
2016年6月、今西が自主企画でKayo Dotの初来日ツアーを実現、サポートを行う。
2016年9月、今西が自主企画でRolo Tomassiの来日ツアーを実現、サポートを行う。
2016年12月、今西が自主企画でデストレイジ、DispersEの来日ツアーを実現、サポートを行う。2016年12月プロテスト・ザ・ヒーロー、ア・ウィルヘルム・スクリーム、AURASと共に20箇所を廻るカナダツアーを行う。
2017年2月、今西が自主企画でVail of MayaとStray From the Pathとの来日ツアーを実現、サポートを行う(2016年中に来日公演予定であったが、プロモーターの問題で実現しなかった）。

## 影響
今西勇人は、シクス、envy、J-popなどからの影響を語っている。

## バンド名の由来
花のシクラメンから来ている。
シクラメン"死"と"苦"という見舞い等では禁句とされている点。花言葉が色によって変化し、意味が変わっていくという所が、自らのバンドとのコンセプトに近いと思ったため付けられた。

## メンバー

### 現メンバー
- 今西勇人-(ボーカル、プロデュース、スタジオプログラム、サイト管理、アートワーク、1985年6月6日生まれ、2008年 ～)

日本語と英語のバイリンガル。

中学2年から家庭の事情により渡英。

タイ人女性と婚約しており、現在タイにて在住している。

「PINK WIDOW」というバンドでギターを担当していた。

「Withyouathome」という別プロジェクトでも活動している。 

- 勝乗貴志-(ギター、1992年5月4日生まれ、2012年 ～)
- 高尾真之-(ギター、1993年3月10日生まれ、2014年 ～)

- Aled Lloyd(ドラム、2012年 ～)

イギリスでの在住ドラマー

- 星野仁-(ドラム、1990年2月2日生まれ、2012年 ～)

Deadly pilesにおいても活動していた
日本国内ライブを中心にサポートしていたが
第二ドラマーとして本加入した。

### 元メンバー
- 水野比呂志-(ベース、1985年4月18日生まれ、2012年 ～2015年）

Arise in Stabilityにおいても活動していた
uno x KenKen グルーヴコンテストにおいて最多投票数を獲得した。
- Tristan Zemsteff （ギター、2013年 ～ 2015年）

日本での留学期間が終わり、アメリカに帰国することになったため、今後の活動が難しくなったことを理由に脱退。

- Olly Steele (ギター、2009年 ～ 2011年)

Monumentsに加入することになり脱退。

- Nano Sigo (ギター、2009年 ～ 2011年）
- Ed Newman (ベース、2009年 ～ 2011年）
- Duncan Lee (ドラム、2009年 ～ 2011年）

## ディスコグラフィー

### オリジナル・フル・アルバム
３部構成のコンセプトアルバムとなっている。
ストーリーの基礎は仏教の阿修羅の逸話を今西が自分なりに解釈し、再構築した作品となっており、
３作目はamidaというタイトルで、阿弥陀如来がモチーフとなる予定。

2010年10月25日 Senjyu

2013年10月13日 Ashura

2013年10月13日 Ashura 4Dサウンドリマスター版
2016年3月9日　Creatuneau

### EP
2010年6月6日 Dreamers 2010

2012年6月6日 Memories,Voices

2015年4月19日 Humanise/Tales 

- コンセプトを「デジタルvsアナログ」としており、Humaniseはほとんどの楽曲を1テイク、全楽器マイク録りにしている。対するTalesはPC一台でアンプなどを一切使わず、プラグインを多彩に使用したデジタルな作曲を行っている。

### スプリット
2009年4月1日 Haunted Shores Split EP （Haunted Shoresとの合同作品）

### シングル
2008年1月28日 Free Demos

2011年1月27日 Thirst (ft.Travis Orbin) 

2011年3月22日 Hope (Acoustic version) 

## 他バンドとのコラボレーション
マイキー・グッドマン(シクス) - "Sleep Street"

Dan Weller(シクス) - "Let's Go"

Travis Orbin(元ペリフェリー現ダーケスト・アワー) - "Never Ending Dream" "Thirst" "The Seeker" 他

Dan Tompkins (テッセラクト (バンド)) - "What Are You Waiting For?"

Olly Steele (Monuments) - "Haunted Shores split EP"

Boris Le Gal (Chimp Spanner) - "Haunted Shores split EP"

## 日本語インタビュー
Guilty Forest: http://guiltyforest.blog39.fc2.com/blog-entry-691.html

Grindhouse Magazine: http://www.grindhouse.jp/interview/Cyclamen.php

## 英語インタビュー
Heavy Blog is Heavy: http://www.heavyblogisheavy.com/2010/01/20/hayato-imanishi-of-cyclamen-hbih-interview/

Wired: http://www.wired.com/2010/11/cyclamen-hayato-imanishi/

### 別プロジェクト
https://www.facebook.com/withyouathome/info?tab=page_info